# Sibila de Cerdaña
Sibila de Cerdaña (?-1141), Vizcondesa de Cerdaña y de Conflent (1134-1141).
Tras la muerte de su padre Ramón II de Cerdaña hacia 1134, al no tener hermanos varones heredó todos los títulos.
Se casó en 1126 con Pedro I de Alto Urgell (luego vizconde de Castellbó) que desde este momento empezó a actuar como soberano de los tres vizcondados. Después de 1134 la unión fue efectiva, y los territorios quedaron fusionados desde la muerte de Sibila en 1141. El título de vizconde Cerdaña continuó usándose un par de generaciones hasta desparecer, pero el de vizconde de Conflent desapareció inmediatamente.
| Predecesor: Ramón II de Cerdaña | Vizcondesa de Cerdaña 1134 - 1141  | Sucesor: Ramón II de Castellbó |
| Predecesor: Ramón II de Cerdaña | Vizcondesa de Conflent 1134 - 1141 | Sucesor: Ramón II de Castellbó |

- Datos: Q6127370